# Розв'язок Керра — Ньюмена
Розв'язок Керра — Ньюмена — точний розв'язок рівнянь Ейнштейна без космологічного члена, що описує незбурену електрично заряджену чорну діру, яка обертається. 
Трипараметричне сімейство Керра — Ньюмена — найзагальніший розв'язок, який відповідає кінцевому стану рівноваги не збуреної зовнішніми полями чорної діри (за теоремою про «відсутність волосся» для відомих фізичних полів). Трьома параметрами є маса, момент імпульсу та електричний заряд чорної діри. У координатах Бойєра — Ліндквіста метрика Керра — Ньюмена задається виразом
{\displaystyle ds^{2}=-\left(1-{2\,Mr-Q^{2} \over \Sigma }\right)\,dt^{2}-2(2\,Mr-Q^{2})a{\sin ^{2}\theta  \over \Sigma }\,dt\,d\varphi \,+}
{\displaystyle +\left(r^{2}+a^{2}+{(2\,Mr-Q^{2})a^{2}\sin ^{2}\theta  \over \Sigma }\right)\sin ^{2}\theta \,{d\varphi ^{2}}+{\Sigma  \over \Delta }\,dr^{2}+{\Sigma \,{d\theta ^{2}}},}
де {\displaystyle \Sigma \equiv r^{2}+a^{2}\cos ^{2}\theta }; {\displaystyle \Delta \equiv r^{2}-2Mr+a^{2}+Q^{2}} і {\displaystyle a\equiv L/M}, де {\displaystyle L} — момент імпульсу, нормований на швидкість світла, а {\displaystyle Q} — аналогічно нормований заряд.